# ТУ8П
ТУ8П (рос. Тепловоз Узкоколейный, тип 8) — радянський, згодом російський вузькоколійний тепловоз.
Створений 1988 на Камбарському машинобудівному заводі, призначений для оперативного перевезення робітників і адміністративно-технічного персоналу на залізницях з шириною колії 750—1067 мм.

## Історія
1988 Камбарський машинобудівний завод на базі тепловоза-дрезини ТУ8Г випустив ТУ8П на заміну ТУ6П.
Дрезину бладнано підйомно-поворотним пристроєм для зміни напрямку руху.
Перші автомотриси ТУ8П завод будував з номерами 0001—0008, потім випустили ТУ8П-0055, перероблену з ТУ6П, і далі нумерація продовжилася з 0056. Автомотриси 0007, 0008, 0056, 0057 надійшли на Сахалінську залізницю (колія шириною 1067 мм), а всі локомотиви з номерами після 0058 — на залізниці з колією шириною 1520 мм. Починаючи з номера 0084 на вимогу замовника привласнено позначення АМ1.

## Модифікації

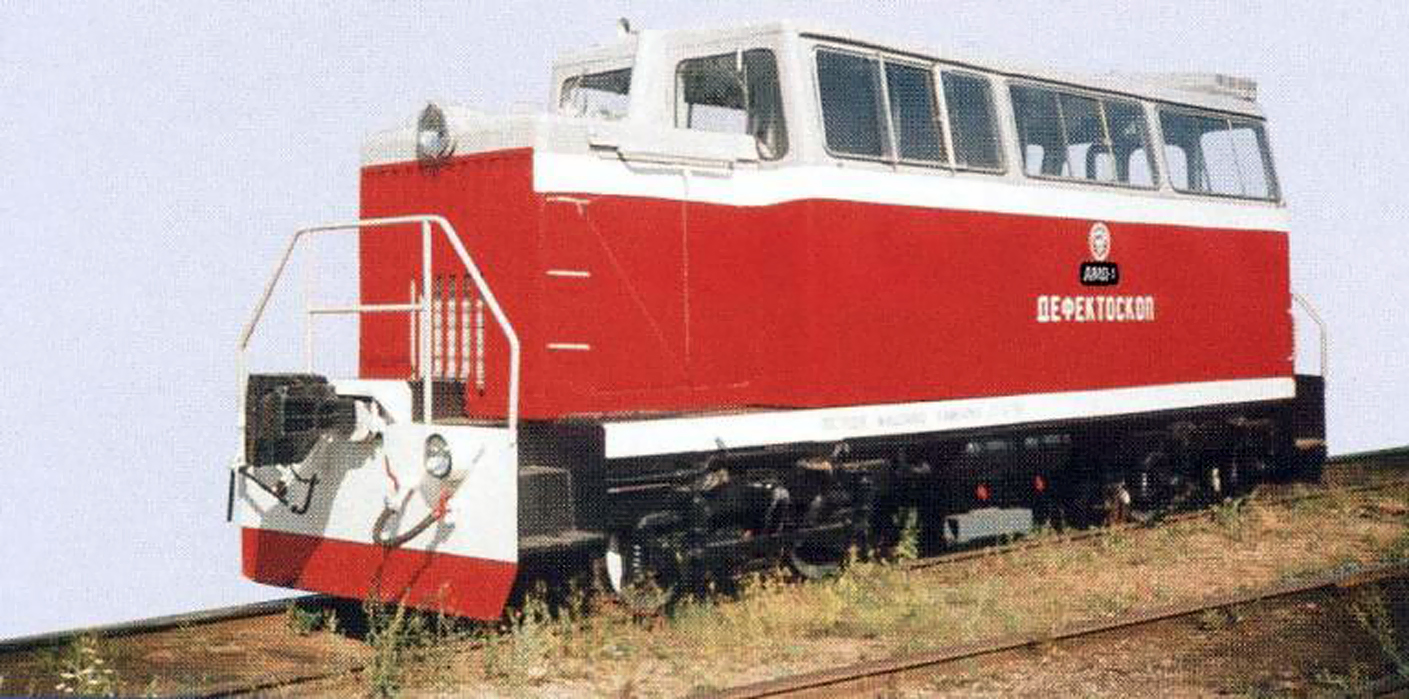
Автомотриса дефектоскопна АМД-1 на базі ТУ8П

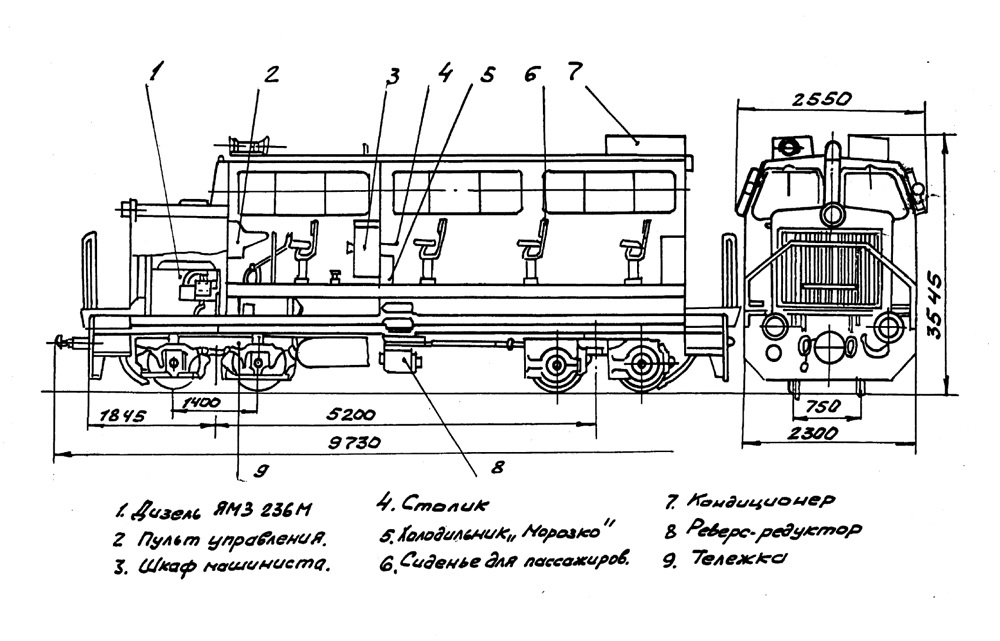
Пасажирська дрезина ТУ8П

Частина автомотрис спільно з НВО «Вігор» випущена з обладнанням для дефектоскопії рейок, ці машини згадувалися у документах як ТУ8ПД в загальній нумерації, фактично дослідні зразки випущені як ТУ8П 0070, 0073, 0074, 0079, а решта (заводські 0093, 0095, 0096, 010х, 0112-0115, 0121-0129) — під серією АМД1 і отримали нові номери 005-0022.